# Bábelmátrix
A Bábelmátrix, más néven Bábel webantológia a Typotex Kiadó által megvalósított többnyelvű irodalmi portál, amely szépirodalmi művek és létező műfordításaik legjellemzőbb, legszebb részleteit jeleníti meg.
Tartalmaz még bibliográfiai, biográfiai adatokat, fényképeket is, továbbá hasznos linkeket a szerzővel, művel, fordítóval, a fordítással kapcsolatban.
A weboldal, melynek alapötlete Votisky Zsuzsától származik, 2004-ben a Magyar Tartalomipari Szövetség által szervezett eFestival különdíját, 2010-ben az Európai Multimédia Fórum Európai e-Kiválóság ezüst díját kapta.

## Működése
Alapgondolata, hogy az európai országok irodalmát a másik országból származó európaiak anyanyelvükön olvashassák, legalább ízelítőszerűen. Ha különböző európai országból származó emberek találkoznak, közös nyelvként legtöbbször az angolt használják. Egymás kultúráinak megismerésében azonban fontos szerepet játszhat az irodalom, amely egyik nyelvről másikra, mélységében csakis a műfordítás segítségével juthat el. A Bábel Web Antológia a hagyományos kétnyelvű antológiák mintájának kiterjesztése, sokdimenziós online változata(16 nemzet irodalma 18 nyelv fordításában). Az eredeti mű és a fordítás párhuzamosan olvasható. A magyar irodalom több ezer műve, illetve műrészlete olvasható párhuzamosan eredetiben és 10-12 másik európai nyelv fordításában, így bolgár, katalán, cseh, német, angol, spanyol, finn, francia, olasz, holland, lengyel, portugál, román, orosz, szlovák, svéd nyelveken. A műveket szerzői, fordítói biográfia, bibliográfia, kritika és fogadtatástörténet egészíti ki, emellett lehetőség van a hangos felolvasásra is. A projekthez a visegrádi országok is csatlakoztak.
A honlap működtetői nagy hangsúlyt helyeznek a szerzői jogok tiszteletben tartására.

## Testvéroldalai
A Bábelmátrix egyik testvéroldala a VisegradLiterature, a visegrádi országok irodalmi antológiája. A 2010-ben megnyitott honlapon mintegy kétszáz klasszikus és kortárs szerző szövege található meg lengyel, cseh, szlovák és magyar nyelven. Az eredeti művekkel párhuzamosan olvashatók a műfordítások. Az oldal a szövegek mellett tartalmazza a szerzők életrajzát is, valamint angol és német nyelven egyes művek recepcióját is.
A Magyarul Bábelben internetes fórum a Bábelmátrix másik testvéroldala: a mátrix egy sorát és egy oszlopát bontja ki. Olyan web 2.0 alkalmazás, mely önkéntes szerkesztők, fordítók, szerzők számára nyílt meg. Gazdag válogatást ad a magyar nyelvű irodalom fordításaiból, illetve a magyarra fordított világirodalomból, és professzionális szerkesztők segítségével lehetőséget kínál arra, hogy a felhasználók e kereteken belül új (tisztázott jogú) műveket illetve (saját) műfordításokat tölthetnek fel.